# Tecniche di neutralizzazione

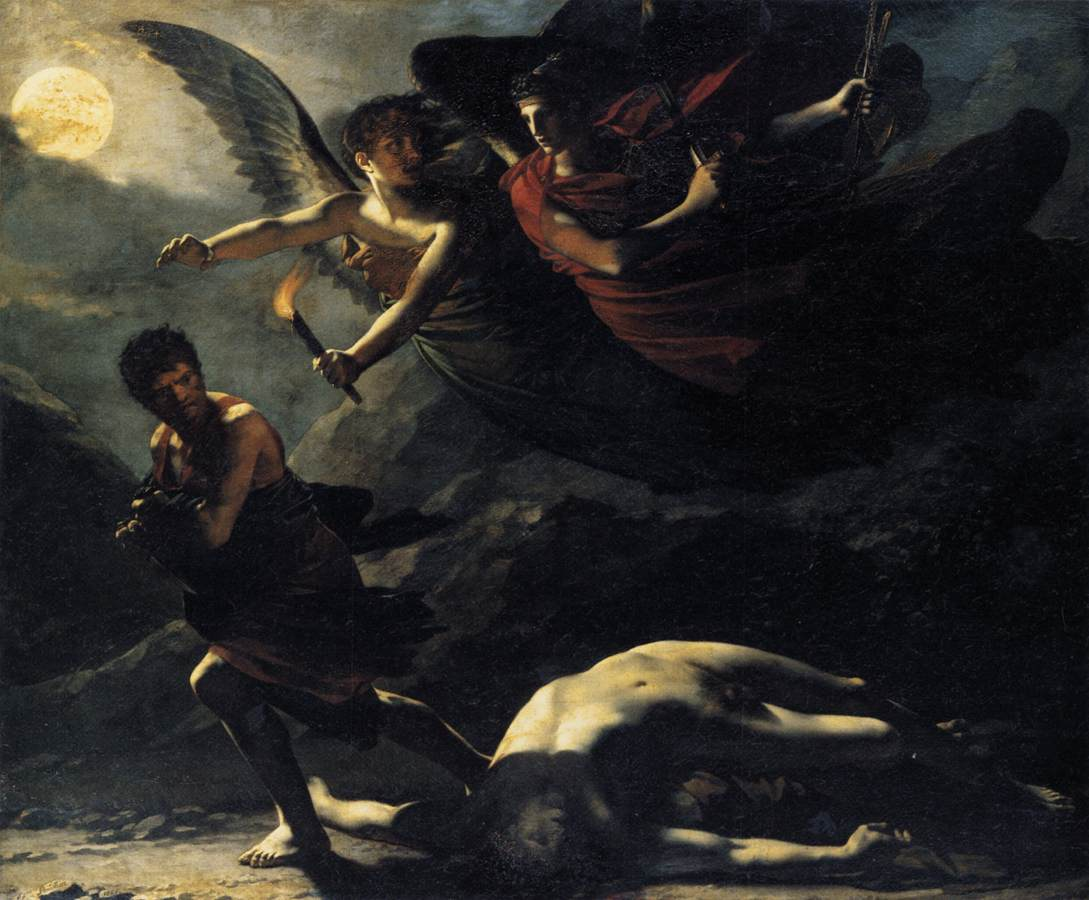
Diche e Nemesi incombono sulla coscienza del colpevole, in un quadro di Pierre Paul Prud'hon (1808). È proprio il peso psicologico del crimine a dar luogo all'adozione di "tecniche di neutralizzazione"

Le tecniche di neutralizzazione - nel lessico della criminologia, della psicologia e delle scienze sociali - sono un insieme di strategie cognitive, di tipo passivo, adottate da chi ha compiuto azioni criminali o, più in generale, devianti, per fronteggiare le conseguenze psicologiche derivanti dall'aver avuto una condotta  criminale o, nei casi più blandi, un comportamento trasgressivo di norme sociali o legali.
L'espressione è stata coniata negli anni cinquanta da David Matza e Gresham Sykes, in un saggio dal titolo A Theory of Delinquency, (1957), con un'analisi che prendeva le mosse dal sistema subculturale dei valori del mondo della devianza giovanile, ma che veniva riconosciuta come paradigmatica dell'intero sistema della cultura dominante. La loro "concettualizzazione del mondo deviante è riassunta nel concetto di "deriva", che implica la convergenza fra la cultura del delinquente e quella dell'onesto".
La stessa espressione, sempre in ambiti criminologici e sociologici, è utilizzata anche in riferimento ai comportamenti cognitivi passivi praticati dalle vittime del crimine, piuttosto che dai suoi protagonisti: in questo caso è la reazione della vittima che esegue strategie neutralizzanti per affievolire il disagio derivante dalla propria condizione. Si parla, in questi casi, di neutralizzazione della vittimizzazione, ovvero devittimizzazione.

## Origine psicologica e sociale
Il disagio psicologico che è all'origine di tali strategie nasce dall'attrito con un sistema di valori: la reazione di "neutralizzazione" non produce né presuppone un sovvertimento dei valori comunemente accettati ma anzi, in maniera solo apparentemente paradossale, implica di fatto un'accettazione del sistema di valori condivisi. La «neutralizzazione» si assume quindi il compito di risolvere le dissonanze cognitive, superando ("neutralizzando") i sensi di colpa e di vergogna, e il conflitto con la morale sociale, in modo da salvaguardare proprio l'adesione al sottostante sistema di valori comuni, altrimenti messa a repentaglio dal gesto scatenante. In questo modo, la commissione di un reato diventa un fatto episodico, di breve durata, a cui fa seguito un riposizionamento a mezzo strategie neutralizzanti, con riconferma dell'obbedienza all'ordine sociale. Questo permette al soggetto di deviare dall'ordine vigente nella cultura dominante, senza abbandonarla e senza esserne espulso.
Non solo il criminale occasionale, ma anche il delinquente più efferato può sperare di trovare perpetuo rifugio nell'ambiente protettivo del gruppo sociale, che può essere, ad esempio, il sodalizio criminale di cui egli fa parte. In molti casi sono la stessa famiglia, o la cerchia amicale, a manifestare una dimensione a-morale in grado di giustificare ogni trasgressione di un proprio membro.
In nessun caso, tuttavia, il trasgressore o l'autore criminale può immaginare di evitare le conseguenze dei propri comportamenti vivendo esclusivamente all'interno di simili ambienti protetti, idonei a sostenere e approvare moralmente le sue azioni: non può, infatti, impedire a sé stesso di entrare in contatto, e quindi in attrito, con la realtà normativa statale e sociale, in grado di generare in lui sensazioni di rimorso psicologico. La neutralizzazione risponde proprio a questo inevitabile attrito.
Va precisato che il ricorso a tecniche di neutralizzazione non implica l'affermazione di un sistema diverso di valori morali, ma, al contrario, manifesta, paradossalmente, una forma di adesione al sistema di valori ai quali si è trasgredito. Proprio la necessità di produrre una giustificazione dei propri comportamenti trasgressivi, di fronte a sé, al prossimo, o ai membri del proprio entourage sociale, porta con sé il riconoscimento implicito di un tale sistema di valori.

## Tipologie ricorrenti

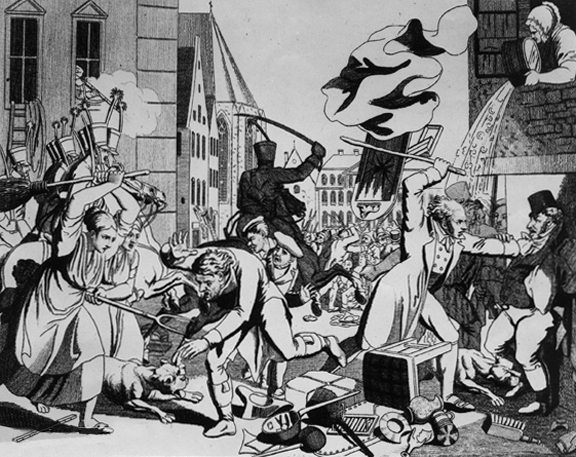
Il pogrom antisemita di Francoforte, nel 1819, esempio di trasgressione all'ordine civile "neutralizzata" da sentimenti religiosi

La reazione al disagio legato a condotte trasgressive consiste, appunto, nell'elaborazione di personali tecniche di neutralizzazione, in grado di attenuare o addirittura risolvere il conflitto con le regole morali e con la morale sociale. Tutte tendono a escludere o attenuare la responsabilità individuale del proprio operato, negandone l'illiceità attraverso una ridefinizione del senso del proprio agire.
Tali tecniche, ben conosciute ai criminologi, rientrano in un preciso novero di tipologie. Le tecniche cambiano a seconda dello status di chi le adotta, sia esso soggetto passivo (vittima) o attivo (criminale).
L'intensità di tali reazioni psicologiche può variare sensibilmente in funzione di circostanze soggettive (caratteristiche personali del criminale o della vittima) oppure oggettive, come l'intensità del crimine in discussione, l'appoggio e il sostegno garantito dalla famiglia, dall'entourage, dalla società, etc.

### Neutralizzazione morale della devianza
- Deresponsabilizzazione. Il soggetto nega la propria responsabilità[3], invocando circostanze che ne hanno annullato la sua volontà criminale, come l'assenza della capacità di intendere e di volere.
- Svalutazione eufemistica della portata del comportamento. L'atto criminale viene sottovalutato mediante ricorso a eufemismi. In tali elaborazioni mentali, l'aggressione fisica e verbale può essere tipicamente derubricata a "scambio di opinioni"; lo stupro viene ricondotto a una forma di corteggiamento.
- Disumanizzazione. Il destinatario dell'azione criminale viene privato del suo spessore umano. Giustificazioni tipiche sono frasi comuni come "era solo uno straniero", "era una prostituta", "era un malvagio sfruttatore".
- Giustificazionismo morale. L'autore si dichiara spinto da motivazioni morali o religiose: in alcune situazioni tipiche viene invocato il potere di sottomissione degli altri derivante, nella sua persona, dall'incarnazione di un ruolo, come il potere che, in alcune realtà sociali, può essere considerato prerogativa del capofamiglia nei confronti degli altri membri della famiglia. In altri casi, si fa riferimento a testi religiosi come la Bibbia o il Corano, spesso invocati come fonti di ispirazione di atti criminali o terroristici.
- Ridimensionamento. L'atto trasgressivo o criminale viene sminuito o addirittura svilito, grazie al paragone con condotte ben più gravi.
- Disconoscimento delle conseguenze. La pedofilia, ad esempio, può fare appello a pretestuose motivazioni relative alla presunta liberazione della sfera sessuale del bambino, sviandone gli effetti.
- Colpevolizzazione della vittima. La responsabilità del gesto viene invertita e l'onere della colpa viene scaricato sulla vittima, accusata di aver messo in atto comportamenti provocatori e quindi, indirettamente, criminogeni: la donna stuprata, ad esempio, è spesso indicata quale vera colpevole della devianza dello stupratore, il quale sarebbe stato indotto all'approccio sessuale dalla condotta ammiccante della vittima, dal suo particolare abbigliamento, o da eventuali atteggiamenti sensuali o provocanti.
- Colpevolizzazione degli accusatori. Questa strategia psicologica consiste nel rinfacciare colpe a coloro i quali contestano al trasgressore la gravità del comportamento[3].
- Adesione a un "codice d'onore". L'azione criminale viene ideologicamente inquadrata nel sistema dell'"onore", come quello che alcuni sodalizi criminali di tipo mafioso hanno mutuato dalla storia: è stato suggerito infatti che l'archetipo ideologico dell'"uomo d'onore", tradizionale fonte di consenso esterno nelle società a presenza mafiosa, può assumere in alcuni casi una valenza interna, assolvendo il compito di procurare una giustificazione morale (appunto, 'neutralizzante') ai criminali affiliati.[6]

### Neutralizzazione della vittimizzazione (devittimizzazione)
Si parla di tecniche di neutralizzazione anche con riferimento all'atteggiamento con cui il destinatario della devianza affronta la "vittimizzazione", cercando di sfuggire alla propria condizione di vittima.
Esempi di questo atteggiamento sono:
- Negazionismo (o svalutazione) del danno. Questa reazione psicologica consiste nello sminuire il danno sofferto, ovunque si sia realizzato, sia sul piano fisico che emotivo.
- Auto-colpevolizzazione. La vittima ammette di aver avuto un ruolo e una responsabilità, anche solo parziali, nel determinare l'atto subìto.
- Rafforzamento della propria integrità, mediante attenuazione o negazione della propria vulnerabilità: il soggetto offeso risolve il proprio disagio di vittima focalizzando l'elaborazione mentale su un effetto positivo: la vittima, ad esempio, può affermare di sentirsi rafforzata dall'esperienza subita, sostenendo, ad esempio, che la vicenda l'ha messa ormai in grado di far fronte a future situazioni simili.
- Fiducia nella giustizia: la vittima afferma la propria sicurezza nel compiersi della giustizia, in grado di punire a dovere i colpevoli.
- Affermazione di alte motivazioni morali: il vulnus subito viene descritto dalla vittima come la conseguenza della sua adesione a motivazioni di alto profilo morale che sarebbero quindi la vera causa del crimine subìto, come, ad esempio, l'affermare di aver agito in protezione di una figura debole o di una persona cara.

## Il ruolo della neutralizzazione in contesti a bassa intensità trasgressiva
Le stesse tecniche funzionano anche in contesti in cui la trasgressione non raggiunge livelli estremi di efferatezza criminale, o perlomeno non viene percepita come tale.

### Esempi: evasione fiscale, truffe alle assicurazioni, corruzione politica
Un esempio di neutralizzazione, in contesti percepiti come di non alta intensità criminosa, è il caso della trasgressione della normativa fiscale: l'evasione fiscale, infatti, trova spesso una giustificazione morale, condivisa e latente nella società, fondata su alcune caratteristiche odiose (reali o presunte), come esosità, vessatorietà e inefficienza dello Stato esattore.
Allo stesso modo, le diffuse frodi ai danni delle assicurazioni possono essere giustificate facendo leva, in generale, su comportamenti delle compagnie (ritenuti scorretti o vessatori) o sugli alti profitti di cui esse avrebbero l'appannaggio.

### Corruzione ambientale

Distribuzione planetaria dell'Indice di percezione della corruzione, secondo i dati del 2010. La minore percezione è associata al blu, mentre i valori peggiori sono in rosso

La corruzione, in alcuni casi, può elevarsi a sistema. Si parla allora di corruzione ambientale, ovvero di quella situazione in cui il fenomeno sociale e criminoso della corruzione raggiunge un così vasta disseminazione, e un così alto livello di integrazione, nella sfera politica, amministrativa ed economica in un determinato contesto nazionale o regionale, da costituirne un elemento funzionale, tanto da indurre le persone implicate (e, in alcuni casi, anche chi ne è semplicemente spettatore, o vittima) a convincersi che determinati comportamenti, quali la prestazione dell'indebito, altrimenti illeciti, facciano parte di una prassi consolidata, utilizzata da tutti, diffusa a tal punto da riuscire a neutralizzarne i risvolti criminosi, facendola apparire, se non proprio lecita, almeno "normale".
Quando si agisce all'interno di un sistema di corruzione ambientale, la percezione della criminosità della trasgressione è attenuata: il costante ricorso a tecniche di neutralizzazione si traduce nell'auto-assoluzioni delle proprie condotte illecite. Questo atteggiamento continua a manifestarsi anche nel caso in cui il trasgressore incappi nelle maglie della legge: in tali circostanze, una strategia di difesa personale (o di giustificazione da parte di terzi) può consistere nell'affermazione della corruzione come un sistema diffuso, conosciuto e accettato (un esempio di tali atteggiamenti si è avuto in occasione dello svelamento di quel sistema pervasivo di corruzione definito come Tangentopoli ad opera dell'indagine "Mani pulite": in quell'occasione, il principio di neutralizzazione, nei confronti della norma giuridica, fu espresso in maniera esplicita da Bettino Craxi in un celebre discorso parlamentare del 3 luglio 1992: in tal caso, la tecnica consisteva in una chiamata generale di correità, il "così fan tutti").